# Reinhard Fritz

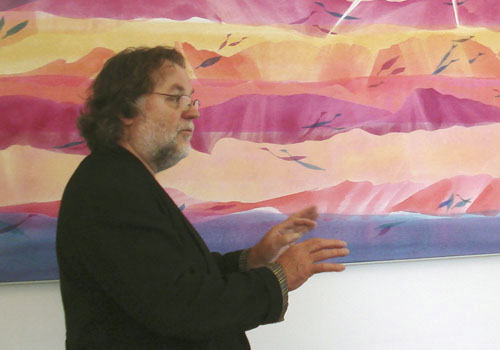
Reinhard Fritz

Städt. Galerie Tuttlingen

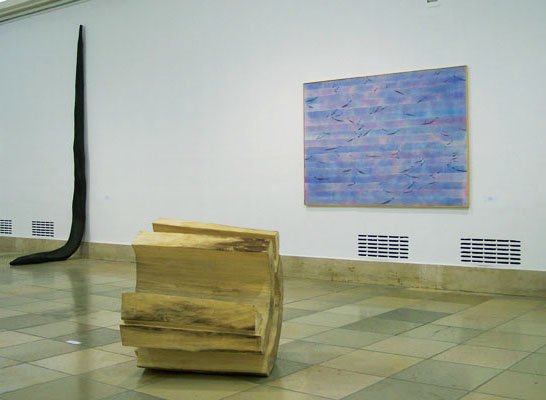
Große Kunstausstellung Haus der Kunst München

Reinhard Fritz (* 21. Oktober 1946 in Spornitz, Mecklenburg) ist ein deutscher Maler und Grafiker.

## Leben
Nach Schulzeit und Abitur in Tuttlingen studierte Fritz von 1967 bis 1974 Malerei an der Akademie der bildenden Künste in München und ist seither freischaffender Künstler. Er lebt in München und ist Mitglied im Bundesverband Bildender Künstlerinnen und Künstler (BBK), in der VG Bild-Kunst sowie der Neuen Gruppe. Von 1996 bis 1999 war er Präsident der Neuen Gruppe; 2014 ernannte sie ihn zum Ehrenpräsident.

## Auszeichnungen
- 1981: Jahresstipendium der Landeshauptstadt München
- 1986: Stipendium des Freistaats Bayern für die Cité Internationale des Arts Paris
- 1992: Kunstpreis der Stadt Neuenburg am Rhein
- 2002: Seerosenpreis für Malerei der Landeshauptstadt München
- 2016: Wanderpreis Seerosenring für das Lebenswerk und den unermüdlichen Einsatz für Künstlerkollegen

## Museen mit Bildern von Fritz
- Städtische Galerie im Lenbachhaus, München
- Staatsgalerie moderner Kunst, München
- Staatliche Graphische Sammlung München
- Ulmer Museum, Museum der Stadt Ulm
- Museum Ostdeutsche Galerie, Regensburg
- Kunstsammlungen Chemnitz
- Museum Weilheim i.OBB.